# NBSみんなのニュース
『NBSみんなのニュース』（エヌビーエス みんなのニュース）は、長野放送で2015年3月30日から2018年4月1日まで放送された夕方の長野県向けのローカルワイドニュース番組である。

## 番組概要
キー局・フジテレビが『みんなのニュース』をスタートさせることに伴い、『NBSスーパーニュース』の後継番組として放送開始。前番組のコーナーも一部放送が継続される。

## キャスター
いずれも、NBSアナウンサー。
- キャスター

| 期間      | 期間       | 男性       | 男性        | 女性       |
| 期間      | 期間       | 月・火曜日 | 水 - 金曜日 | 女性       |
| --------- | ---------- | ---------- | ----------- | ---------- |
| 2015.3.30 | 2016.9.2   | 西尾佳     | 西尾佳      | 大谷香奈絵 |
| 2016.9.5  | 2017.12.29 | 西尾佳     | 西尾佳      | 西方沙和子 |
| 2018.1.4  | 2018.3.30  | 宮本利之   | 小川功二    | 西方沙和子 |

## 番組内容
- 以下のコーナーは、引き続き放送される。
  - 『花やみどりのある絵』中央入選作品の紹介 - 『NBSイブニング630』から続く企画。
  - わが家のあいどる - 『めざましテレビ』の「きょうのわんこ」に似たスタイルのペット紹介コーナー。
  - みんなのベストショット - 視聴者から写真投稿。

## 放送時間
平日（月曜 - 金曜）
- 16:49 - 19:00